# Tony Jaros
Anthony Joseph « Tony » Jaros, né le 22 février 1920, décédé le 22 avril 1995, est un ancien joueur américain de basket-ball. Il évolue durant sa carrière aux postes d'arrière et d'ailier.

## Palmarès
- Champion NBL 1948
- Champion BAA 1949
- Champion NBA 1950